# وولوسوفسکایا
وولوسوفسکایا (به لاتین: Volosovskaya) یک منطقهٔ مسکونی در روسیه است که در استان آرخانگلسک واقع شده‌است.